# Гюнтер, Дилан
Дилан Гюнтер (англ. Dylan Guenther; 10 апреля 2003, Эдмонтон, Альберта, Канада) — канадский профессиональный хоккеист, правый крайний нападающий клуба НХЛ «Юта Маммот».

## Карьера
Гюнтер был выбран под общим 1-м номером на входящем драфте WHL клубом «Эдмонтон Ойл Кингз». Его дебют за «Ойл Кингз» состоялся в конце сезона 2018/19. В сезоне 2019/20 он занял третье место в «Эдмонтоне» по очкам, в результате он был назван лучшим новичком сезона WHL и получил награду Джим Пигготт Мемориал Трофи.
В преддверии драфта НХЛ, Центральное скаутское бюро поставило Гюнтера на 5-е место в рейтинге среди игроков, выступающих в Северной Америке. 24 июля 2021 года Дилан был выбран на драфте в 1-м раунде под общим 9-м номером клубом «Аризона Койотис». 31 августа 2021 года он подписал трёхлетний контракт новичка с «Аризоной».
В сезоне 2021/22 Гюнтер стал лучшим бомбардиром «Эдмонтон Ойл Кингз» в регулярном чемпионате и в плей-офф, что позволило «нефтяникам» выиграть Кубок Эда Чиновета, а Дилан вошёл в первую символическую сборную всех звёзд WHL Центрального дивизиона.
Сезон 2022/23 Гюнтер начал в составе «Аризона Койотис», его дебют в НХЛ состоялся 15 октября 2022 года в матче против «Бостон Брюинз», в том же матче он заработал свой первый балл за результативность, отдав голевую передачу. Свой первый гол в НХЛ он забил 22 октября 2022 года в ворота команды «Оттава Сенаторз». В сезоне 2022/23 Дилан сыграл за «Аризону» 39 матчей и был отправлен обратно в WHL - это случилось из-за регламента, при котором игрок, сыгравший 40 матчей в регулярном чемпионате, получает статус неограниченно свободного агента по истечении контракта с клубом. В юниорской лиге WHL он продолжил свои выступления за клуб «Сиэтл Тандербёрдз», который обменял свои 7 драфт-пиков ради Гюнтера. В этом сезоне Дилан выиграл вместе с «Сиэтлом» Кубок Эда Чиновета второй год подряд.
Сезон 2023/24 Гюнтер начал в «Тусон Роудраннерс», который является фарм-клубом «Аризоны Койотис». 6 января 2024 года он был вызван в «Койотис» из-за травмы Джейсона Цукера. На следующий день, 7 января, он забил гол в ворота команды Виннипег Джетс. После выздоровления Цукера было принято решения, что Гюнтер остаётся в основном составе «Койотис». После окончания сезона 2023/24 франшиза «Аризона Койотис» прекратила своё существование и Гюнтер вместе со всей командой переехал в Солт-Лейк Сити, а команда получила название ХК «Юта».
Перед началом сезона 2024/25 Дилан подписал долгосрочный контракт с ХК «Юта» на 8 лет со среднегодовой зарплатой 7,143 млн. долларов. 8 октября 2024 года Гюнтер забил первый гол в истории франшизы ХК «Юта» в ворота команды «Чикаго Блэкхокс», в этом же матче он забил ещё один гол в пустые ворота, оформив «дубль», а его команда одержала первую победу в своей истории со счётом 5-2.

## Статистика
| Легенда | Легенда                    | Легенда | Легенда                   | Легенда | Легенда    |
| ------- | -------------------------- | ------- | ------------------------- | ------- | ---------- |
| И       | Количество проведённых игр | Штр     | Штрафное время            | +/−     | Плюс-минус |
| Г       | Голы                       | П       | Голевые передачи          | О       | Очки       |
| -       | Статистика неизвестна      | —       | Статистика не учитывалась |         |            |